# Женщины в Уругвае

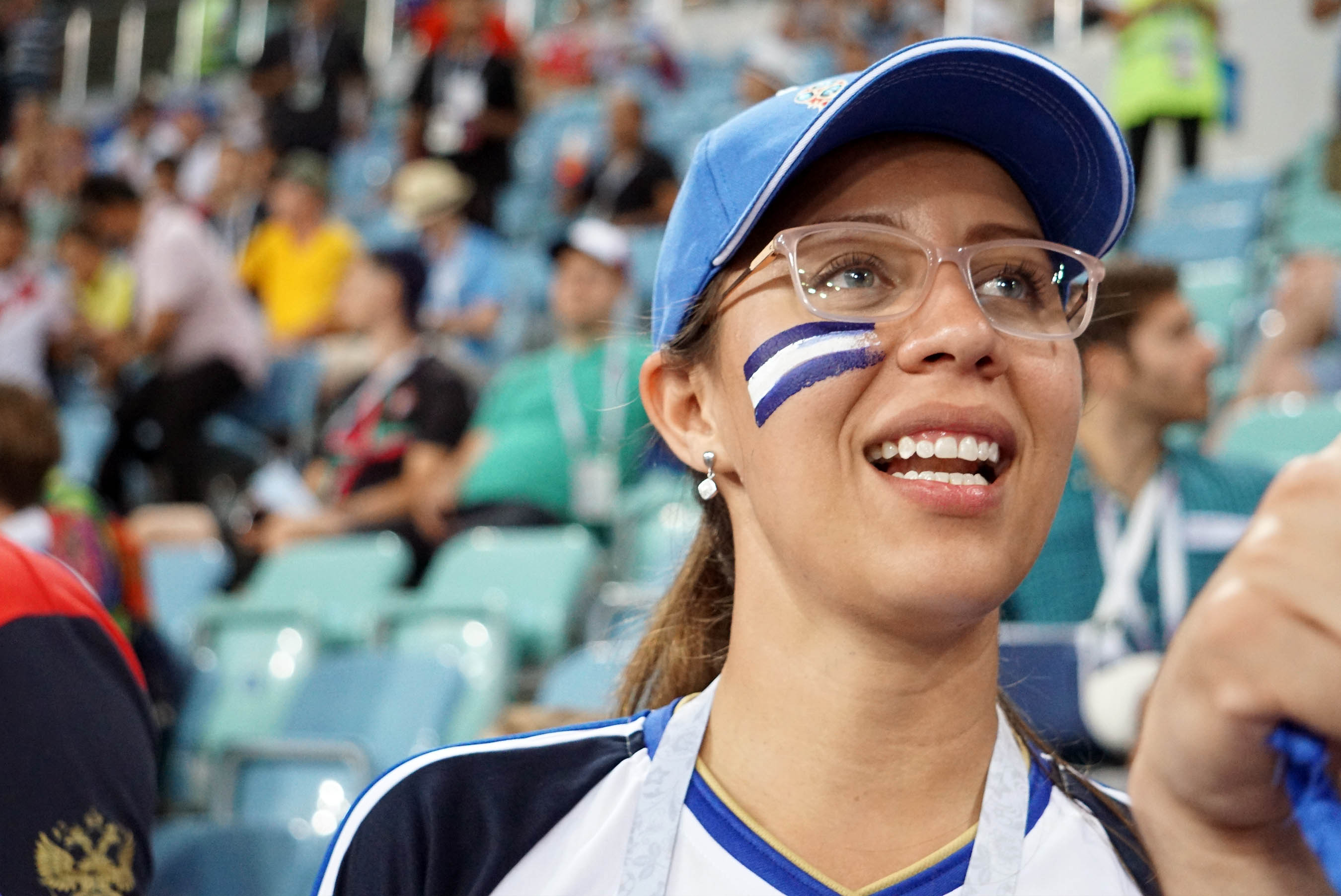
Болельщица на матче Уругвай-Португалия

Женщины в Уругвае — это представительницы женского пола, родившиеся или проживающие в Уругвае. Согласно Countries and Their Cultures, существует «очень высокая доля» уругвайских женщин, работающих в стране по найму. Законодательство Уругвая утверждает, что женщины Уругвая имеют равные права «на власть, авторитет и привилегии». В действительности, женщины до сих пор не занимают «высшие экономические, профессиональные, политические, социальные и религиозные должности». «ООН-женщины» сообщают, что в исследовании 2012 года, проведённом Межпарламентским союзом (МПС), Уругвай занял «103-е место из 189 стран с точки зрения представительства женщин в парламенте». По состоянию на 2014 год только 16 % членов парламента — женщины, и женщины в целом мало принимают участия в политике.

## Домашнее насилие
Домашнее насилие является крайне серьёзной проблемой, особенно так называемые преступления на почве страсти, которые до 2017 года допускались в соответствии со статьёй 36 Уголовного кодекса (аффект, спровоцированный прелюбодеянием, La pasión provocada por el adulterio). 22 декабря 2017 года в статью 36 Уголовного кодекса были внесены изменения, исключающие преступление на почве страсти. С 2013 года предпринимались постоянные политические усилия по исключению этого положения из Уголовного кодекса .
До 2006 года виновные в изнасиловании могли избежать наказания, если после нападения женились на жертве. Закон Уругвая о борьбе с домашним насилием, Ley Nº 17.514, был принят в 2002 году.
Согласно исследованию Организации Объединённых Наций 2018 года, Уругвай занимает второе место в Латинской Америке (после Доминиканской Республики) по количеству убийств женщин нынешними или бывшими партнёрами.

## Право на аборт
Закон об абортах в Уругвае очень либерален по сравнению с другими странами Латинской Америки. В 2012 году Уругвай стал второй страной в Латинской Америке после Кубы, которая легализовала плановые аборты (в течение первых 12 недель беременности).